# Peter Durand
Peter Durand (Hoxton, 21 ottobre 1766 – Londra, 23 luglio 1822) è stato un imprenditore inglese.

## Biografia
Nell'agosto 1810, gli fu concesso il brevetto dal re Giorgio III d'Inghilterra per la conservazione di cibi "in vetro, ceramica, alluminio e altri metalli". Il brevetto di Durand era basato sui 15 anni di sperimentazioni del francese Nicolas Appert, che sviluppò l'idea di conservare il cibo in bottiglie. Durand prese l'idea di Appert e fece un ulteriore passo avanti, sostituendo le fragili bottiglie di vetro con cilindriche lattine in alluminio, dando così lo spunto a due inglesi, Bryan Donkin e John Hall, che diedero vita ad una industria di conserve e nel 1813 produssero i primi cibi in scatola per l'esercito inglese.